# Logo Game
Logo Game är ett onlinespel, logo extraction puzzle, skapat av Media Sense Interactive. Spelet nås via Facebook. Logo Game är även känt som The Logos Game.
Spelet går ut på att spelaren får se en del av en mer eller mindre känd logo, av vilken spelaren ska kunna lista ut namnet på företaget bakom logon med hjälp av ett antal färdigt angivna bokstäver.
Logo Game har i september 2014 över 288 000 likes på Facebook.

## Poängen med Logo Game
Som nybörjare får spelaren bekanta sig med den första av en rad paket ,’packs’, som öppnas stegvis enligt spelarens avancering. Det första paketet har 22 logon. Till sin hjälp har spelaren 40 ’hints’, tips. Varje tre lösta logon ger ett tips. När man använder ett tips avslöjas en del av bokstäverna i företagets namn. Varje logo har två till tre tips beroende på namnets längd. När man använt upp logos alla tips kan man avslöja namnet helt mot tre tips.
Logo Game har tre olika lägen: regular, bonus och expert. Regular, det reguljära läget, är huvudspelet där det i september 2014 finns 30 paket med vardera 50 – 70 logon. Detta läge har blandade paket med logon av allt från flygbolag och bilmärken till godistillverkare. Bonusläget har 24 paket, vardera med 50 logon. Ett bonuspaket är en samling logon från samma ämne, till exempel leksakstillverkare och band. Expertläget har 10 paket med 50 logon var. Logona i expertpaketet är mer regionala och inte lika välkända som de andra och är därför svårare.
Varje enskild logo är värd ett antal stjärnor enligt rankningen välkända till svåra. Logon kan vara värd en, två eller tre stjärnor. Om en logo anses välkänd är den värd en stjärna, om den anses mindre välkänd, tre. Kan man svara rätt på logon får man det antal stjärnor logon är värd. Dessa stjärnor läggs ihop och anger vilken nivå spelaren är på. Nivån avger när bonus- och expertpaketen öppnas.
Spelarens nivå avgör var man står i jämförelse med sina Facebook-kompisar som också spelar Logo Game. Vid sidan av spelplanen finns en poängtavla över de sex bästa spelarna. Tavlan visar spelarnas nivå och antal stjärnor. Man kan också skicka tips till sina kompisar. Vid varje logo finns en liten ruta som visar vilka kompisar som svarat rätt. Kan man inte svaret själv kan man också använda sig av ’ask a friend’, fråga en kompis. Kompisen kan då lösa logon åt en. 
Logo Game erbjuder också möjligheten att köpa sig till tips och nya paket i shoppen. 60 tips kostar tre dollar, medan 2200 tips, den största mängden man kan köpa, kostar 40 dollar. Vill man öppna nästa logopaket kostar det två dollar. Tre paket kostar fem dollar och fem paket sju dollar. Priserna är samma för alla lägen. 

## Liknande spel
Av de många spelen som liknar Logo Game är Logo Quiz säkert den mest kända, eftersom det är en populär app för smarttelefoner. Logo Quiz finns i flera versioner med skilda inriktningar som bilmärken och flaggor.
Populariteten av logo extraction puzzle-spel har lett till att det skapats ett stort antal webbsidor speciellt till för att ge svar på logotyper. 